# Cal Minguella (Guimerà)
Cal Minguella és una casa de Guimerà (Urgell) inclosa a l'Inventari del Patrimoni Arquitectònic de Catalunya.

## Descripció
És una casa noble de Guimerà emergent econòmicament al segle xvi. Es tracta d'una sòlida casa de cronologia medieval però amb la seva façana renovellada cap al segle xvi. Aquesta recuperació resulta evident sobretot en observar les llindes de les finestres. Aquesta casa ocupa en gran part un fragment d'un dels nombrosos carrers coberts de Guimerà. Aquest carrer és cobert per un arc apuntat escapçat. La porta d'accés és dovellada en arc de mig punt, a la seva dovella central hi devia tenir un alt relleu de l'escut de la família, però avui en dia no és visible. La façana es divideix en dos cossos, el de damunt del carrer cobert i el del lateral esquerre d'aquest carrer. Les finestres del primer pis són cobertes amb una llinda rectangular a tall de guardapols. La finestra de l'esquerra a més a més hi té adossada una venera com a decoració escultòrica. La part superior d'aquesta casa corresponia a les antigues golfes.